# Kibara novobritanica
Kibara novobritanica är en tvåhjärtbladig växtart som beskrevs av W.R. Philipson. Kibara novobritanica ingår i släktet Kibara och familjen Monimiaceae. Inga underarter finns listade i Catalogue of Life.